# Tsushima (Aichi)
Tsushima (津島市, Tsushima-shi) és una ciutat de la prefectura d'Aichi, al Japó.
El 2015 tenia una població estimada de 64.450 habitants i una densitat de població de 2.658 habitants per km². Tenia una àrea total de 25,09 km².

## Geografia
Tsushima està situada a l'extrem occidental de la prefectura d'Aichi. El riu Tenno creua la ciutat en direcció nord-sud.

### Municipalitats veïnes
- Prefectura d'Aichi
  - Aisai
  - Kanie
  - Ama

## Història
Tsushima es desenvolupà com a center religiós al voltant del temple de Tsushima durant el període Muromachi. Durant el període Sengoku, fou controlada pel clan Oda i subseqüentment en el període Edo passà sota control d'Owari Tokugawa de Nagoya.
Durant el període Meiji, l'àrea fou reorganitzada en diverses viles dins del districte d'Ama, incloent-hi la vila de Tsushima el 1871. Durant aquest període, l'àrea fou un centre de producció tèxtil. Tsushima esdevingué poble l'1 d'octubre de 1889, i ciutat l'1 de març de 1947.